# Emilio De Rose
Emilio De Rose (ur. 27 marca 1939 w Marano Marchesato, zm. 13 czerwca 2018 w Weronie) – włoski polityk, lekarz i samorządowiec, deputowany, w latach 1987–1988 minister robót publicznych.

## Życiorys
Absolwent studiów medycznych, pracował jako dermatolog. Zdeklarowany mason. Działał we Włoskiej Partii Socjalistycznej, następnie przeszedł do Włoskiej Partii Socjaldemokratycznej. Był radnym miejskim w Weronie i asesorem do spraw kultury we władzach miejskich (1975–1978).
W latach 1983–1992 sprawował mandat posła do Izby Deputowanych IX i X kadencji. Od lipca 1987 do kwietnia 1988 pełnił funkcję ministra robót publicznych w rządzie Giovanniego Gorii.